# Doberos
Doberos (en llatí Doberus, en grec antic Δόβηρος) era una ciutat i un districte de Peònia a l'antiga Macedònia.
Sitalces de Tràcia va arribar a aquesta ciutat després de travessar el mont Cercine i allí se li van unir molts voluntaris, fins a formar un exèrcit important, diu Tucídides.
El geògraf Hièrocles anomena la ciutat Diàboros (Διάβορος) i diu que era a la vora d'Idomeni, i que formava part d'una regió anomenada "Macedònia consular" durant l'Imperi Romà d'Orient. Claudi Ptolemeu també en parla.
Era probablement propera a l'actual Dojrán.